# Cassagnabère-Tournas
Cassagnabère-Tournas is een gemeente in het Franse departement Haute-Garonne (regio Occitanie) en telt 389 inwoners (1999). De plaats maakt deel uit van het arrondissement Saint-Gaudens.

## Geografie
De oppervlakte van Cassagnabère-Tournas bedraagt 25,1 km², de bevolkingsdichtheid is 15,5 inwoners per km².
De onderstaande kaart toont de ligging van Cassagnabère-Tournas met de belangrijkste infrastructuur en aangrenzende gemeenten.

## Demografie
Onderstaande figuur toont het verloop van het inwonertal (bron: INSEE-tellingen).